# Yann Yvin
Yann Eric Marcel Yvin Le Gouic (París, 24 de junio de 1965) es un chef francés, con fama internacional. A la fecha ha abierto más de 13 restaurantes en Chile y Francia.[cita requerida]
En Chile ha desarrollado una carrera como presentador de televisión, que inició en 2014 como jurado del programa culinario MasterChef en Canal 13. En julio de 2016 se dio a conocer su salida de Canal 13, integrándose a las filas de TVN, donde coanimó el matinal Muy buenos días hasta mediados de 2017. En 2019 participó en El discípulo del chef, de Chilevisión.

## Carrera profesional
A los 15 años de edad, Yvin ingresó a la Escuela Hotelera de París, y en el Palacio del Elíseo se fue formando como chef, período donde François Mitterrand era presidente de Francia. Luego de su graduación, comenzó a trabajar en hoteles de cinco y cuatro estrellas.
Posteriormente, se mudaría a la zona norte de Francia, para luego conocer más lugares con arte culinario. Pasó por Vietnam, Togo, Costa de Marfil, Centroamérica y México, y volvió a Francia con la intención de conocer América del Sur. Yann llegó a Chile en los años 1990 sin saber el idioma español. Su primer negocio fue Estación La Dehesa, donde fue invitado a ser socio por los dueños del restaurant Estación La Dehesa, Xaviera González Ibar y Claudio "Caco" Parada Quesada.
En 2014 se transformó en uno de los jueces de la versión chilena del programa MasterChef, emitido por Canal 13. Fue uno de los jueces de la primera temporada junto a Christopher Carpentier y Ennio Carota, con quienes también fue juez en la segunda temporada y Junior MasterChef Chile.
En julio de 2016 renunció a Canal 13 tras una oferta de TVN para integrarse como coanimador del matinal Muy buenos días, junto a Javiera Contador. En junio de 2017 dejó TVN.
En 2019 publicó el libro 3, 2, 1 ¡A comer!. Ese mismo año participó en el El discípulo del chef de Chilevisión.

## Programas
| Año       | Programa                                  | Rol             | Canal              |
| --------- | ----------------------------------------- | --------------- | ------------------ |
| 2014-2015 | MasterChef Chile (1° temporada)           | Jurado          | Canal 13           |
| 2015-2016 | MasterChef Chile (2° temporada)           | Jurado          | Canal 13           |
| 2016      | Junior MasterChef Chile                   | Jurado          | Canal 13           |
| 2016-2017 | Muy buenos días                           | Conductor       | TVN                |
| 2017      | Match                                     | Conductor       | TVN                |
| 2017      | MasterChef Chile (3° temporada)           | Jurado invitado | Canal 13           |
| 2018      | Bake Off                                  | Jurado          | Chilevisión        |
| 2019      | Resistiré                                 | Monitor         | Mega MTV TV Azteca |
| 2019      | El discípulo del chef (1° temporada)      | Líder           | Chilevisión        |
| 2020      | Oye al chef                               | Chef guía       | Chilevisión        |
| 2021      | MasterChef Celebrity Chile (2° temporada) | Jurado          | Canal 13           |
| 2022      | QuesQuesé?                                | Conductor       | Canal 13c          |
| 2022      | El discípulo del chef (4° temporada)      | Juez            | Chilevisión        |
| 2025      | Amor a ciegas                             | Anfitrión       | Chilevisión        |